# زيني عبد الله
هو رئيس ومحافظ مقاطعة آتشيه الأندنوسية التي تتمتع بحكم ذاتي وهو من مواليد 24 أبريل 1940 في آتشيه وهو يعمل كطبيب ممارس وهو من أبرز قياديي حزب آتشيه الإسلامي التوجه وقد تسلم مهامه بعد انتخابه في 25 يونيو 2012 ويستمر في منصبه إلى غاية 2017.